# 老佐
老佐（？—前573年），子姓，老氏，名佐，是宋戴公的后代，宋国司马。
前576年，宋国内乱，司马荡泽被杀，左师鱼石、大司寇向为人、小司寇鳞朱、太宰向带、少宰鱼府逃亡到楚国。右师华元派向戌做左师、老佐做司马、乐裔做司寇，来安定国内的人。前573年六月，楚共王为护送鱼石等人回国，派兵控制宋国的彭城（今江苏徐州），安置鱼石等人。七月，老佐、华喜率兵围攻彭城，讨伐鱼石，老佐战死。